# Antipodochlora braueri
Antipodochlora braueri е вид водно конче от семейство Corduliidae. Видът е незастрашен от изчезване.

## Разпространение
Разпространен е в Нова Зеландия (Северен остров).